# The Pain Game
The Pain Game is een Nederlands televisieprogramma. In de spelshow voeren kandidaten verschillende pijnlijke, vieze en enge opdrachten uit om geld te kunnen winnen. Het eerste seizoen werd uitgezonden op RTL 5 en gepresenteerd door Dennis Weening. Veronica zond het tweede seizoen uit, met Veronica van Hoogdalem als presentatrice.

## Het spel
Drie teams, bestaande uit twee tot vier personen, strijden tegen elkaar. Aan de hand van inschattingsvragen kan er 500 euro per vraag worden verdiend door het team dat het meest accurate antwoord geeft. Elk team heeft een zogenaamd verkeerslicht dat aangeeft wanneer er een straf dient te worden ondergaan. Bij het team dat het minst kloppende antwoord geeft op de inschattingsvraag verspringt het stoplicht van groen naar oranje of van oranje naar rood. Bij rood moet een van de teamleden een willekeurige pijnlijke of vieze opdracht(straf) uitvoeren om in het spel te kunnen blijven. Na iedere vijf (seizoen 1) of tien (seizoen 2) vragen is er een 'Cash & Go'-moment, waarop een team kan besluiten om te stoppen met spelen en hun verdiende geld mee te nemen.

### Veranderingen in het spel
Na enkele weken zijn de regels van het zogenaamde 'Cash&Go' moment veranderd, hier de veranderingen:
- In plaats van na vijf vragen kunnen de teams pas met geld weggaan na tien vragen, dus nu vindt na elke 10e vraag een Cash&Go moment plaats, wat het dus moeilijker maakt om The Pain Game te verlaten met geld.
- Ook is er alleen de mogelijk voor het team dat tijdens het Cash&Go moment het meeste geld heeft, om het spel te verlaten. Vóór deze verandering vroeg de presentator aan het team dat het meeste geld had, of ze het spel wilden verlaten. Als dat team niet wilde vertrekken, dan mocht de nummer twee kiezen, daarna dus de nummer drie. Als er twee teams zijn die hetzelfde geldbedrag hebben tijdens het Cash&Go moment, dan wordt er door de presentator aan het Pain Game Rad gedraaid.

### Veranderingen in seizoen 2
Vanaf seizoen 2 is er geen 'Cash & Go'-moment meer. De teams moeten de hele uitzending blijven. Aan het eind van de uitzending is er een 'Finale Pain Game' waarbij het team wat boven aan staat kan bepalen of het de straf ondergaat voor het geld, of dat het de straf geeft aan een ander team. Het team dat de 'Finale Pain Game' voltooit, gaan naar huis met het geld, de andere teams blijven in het spel. Indien een team de straf weggeeft, geldt dat dit team z'n geld alsnog krijgt indien het team waaraan de straf is weggegeven, deze niet voltooit. Weggeven kan dus slim zijn als een team de straf zelf niet durft te ondergaan of deze niet zelf denkt te kunnen voltooien. The pain game wordt niet meer vijf keer per week een half uur uitgezonden, maar één keer per week één uur.

## De vragen
Voor het stellen van de vragen wordt meestal een video afgespeeld, die met de vraag te maken heeft. Na de video wordt de vraag gesteld aan de drie teams, die hun antwoord vervolgens in moeten vullen op een daarvoor bestemd apparaatje. Het is altijd een inschattingsvraag.

### Normaal verloop
Het team dat het dichtst bij het goede antwoord zit, krijgt 500 euro. De nummer twee krijgt dan niets. Bij het team dat het slechtste antwoord heeft, de nummer drie, verspringt het stoplicht van groen naar oranje of van oranje naar rood. Als het stoplicht op rood staat moet het team een opdracht volbrengen.

### Uitzonderingen
Als er twee teams zijn die hetzelfde antwoord hebben, én beide het dichtst bij het antwoord zijn, krijgen beide teams 250 euro.
Als er twee teams zijn die hetzelfde én het slechtste antwoord geven dan wordt er door de presentator, Dennis Weening, aan het pain game rad gedraaid. Het pain game rad bestaat uit vier vakken, twee keer pain en twee keer game. Er wordt altijd gedraaid voor het team dat het dichtst bij de presentator zit. Wordt er pain gedraaid, verspringt het stoplicht van het dichtstbijzijnde team. Wordt er game gedraaid, verspringt het stoplicht van het verst zittende team.

## De straffen
Elke keer dat een team op het rode stoplicht komt, moet het een straf uitvoeren. Nadat het team de vraag fout had en op rood is gekomen komt er een platform op een treinspoor binnenrijden, daarop staan meestal de benodigdheden om de straf uit te kunnen voeren. Enkele straffen die gegeven zijn:
- Drink twee glazen met appelsap of azijn.
- Eet twee soesjes met slagroom of wasabi.
- Pak met het gehele team drie appels uit een bak vol slangen
- Stop een fietsband met je blote billen twee keer binnen dertig seconden.
- Drink met het gehele team binnen dertig seconden drie vieze cocktails op.
- Vang een vallend papiertje op door twee hoofden tegen elkaar te slaan.
- Tong vijftien seconden met "Leatherboy".
- Tong vijftien seconden met "Leathergirl".
- Tong vijftien seconden met een tandeloze opa.
- Tong vijftien seconden met een teamgenoot met wie je geen relatie hebt.
- Tijger door een tunnel van brandnetels.
- Geef met het gehele team iets door via de mond (voorbeelden zijn eierdooiers, zure melk en levende kakkerlakken).
- Laat het aantal centimeters wat je op het rad van de kapper draait van je haar afknippen met het risico dat je misschien wel helemaal kaal wordt geknipt.
- Incasseer drie tennisservices op je blote rug.
- Laat drie keer uitgerekte bretels op je ontblote bovenlijf knallen.
- Laat je vijf keer op je blote rug slaan met een natte handdoek.
- Laat je dertig seconden op je blote billen slaan met brandnetels
- Laat je vijf keer op je blote billen slaan met de doornige stelen van rozen.
- Verwissel vijf hete lampen in 45 seconden.
- Zet binnen dertig seconden vijf gloeiend hete eieren in een eierdop.
- Laat drie paintball schoten op je blote rug in de roos schieten door een teamgenoot.
- Laat de helft van je haar blonderen.
- Lik de wc bril helemaal schoon van een gebruikte Dixi
- Laat je voor drie dagen je gezicht blauw verven.
- Sla met een vliegenmepper tegen een teamgenoot zijn blote billen.
- Laat je een gabbercoupe aanmeten.
- Ga met je blote billen over een parcours van schuurpapier.
- Laat met je hele team twee (soms vijf) spinnen op je blote lijf lopen.
- Stel met een kunstgebit van een oma in je mond een vraag aan je team die zij goed moeten beantwoorden.
- Laat een teamgenoot met een hark een ei kapotschoppen tegen je ballen.
- Laat allebei je billen schuren met een schuurmachine.
- Een minuut lang in een koud bad van min vijf graden zitten en daarbij het Wilhelmus fluiten.
- Zorg dat een elektrische speelgoed niet over de finish rijdt met een klemmetje aan je zak.
- Fleur laat een zware zak knikkers vallen terwijl die met een touwtje aan je balzak vast zit.
- Maak een slam dunk met tepelklemmen geklemd aan je borsten en neus.
- Hang je zak vijf seconden in een kopje gloeiend heet water

## Straffen die steeds terugkomen
- Tongzoen vijftien seconden met "Leatherboy" of "Leathergirl" (achttien keer , waarvan een keer dubbel (twee jongens moesten tongen)). (dertien keer Leatherboy, vijf keer Leathergirl)
- Geef met het gehele team iets door via de mond; voorbeelden zijn eierdooiers, zure melk en levende kakkerlakken (zeven keer)
- Laat het aantal centimeters wat je op het rad van de kapper draait van je haar afknippen (vijf keer).
- Incaseer 3 tennisservices op je blote rug (vier keer).
- Vang een vallend papiertje op door twee hoofden tegen elkaar te slaan (vier keer).
- Laat je wenkbrauw weg harsen.
- Stop een ei tegen je ballen en laat deze kapotschoppen tegen een hark
- Nutshot; een champagne fles dop schieten tegen je ballen (Je mag alleen een onderbroek aan) (vier keer).

## Kijkcijfers
The Pain Game wordt dagelijks door ongeveer 250.000 tot 300.000 mensen bekeken. Het wordt uitgezonden om acht uur 's avonds waardoor het rivaliseert met veelbekeken programma's zoals het 20.00 uur-journaal en GTST. Hoewel de kijkcijfers in het begin bleven hangen rond de 250.000 stegen ze naarmate het seizoen naar de 280.000 - 300.000. Ook was het programma een hit op RTL XL (RTLgemist) waar het rond de 95.000 online kijkers lokte.